# Cosmocampus brachycephalus
Cosmocampus brachycephalus es una especie de pez de la familia Syngnathidae en el orden de los Syngnathiformes.

## Morfología
Los machos pueden alcanzar 10 cm de longitud total.

## Reproducción
Es ovovivíparo y el macho transporta los huevos en una bolsa ventral, la cual se encuentra debajo de la cola.

## Depredadores
En Cuba es depredado por Carangoides ruber .

## Hábitat
Es un pez  de mar y de clima tropical.

## Distribución geográfica
Se encuentra desde el sur de Florida (Estados Unidos) y las Bahamas hasta el norte de Sudamérica.